# U-234
U-234 — немецкая подводная лодка типа XB времён Второй мировой войны. Проектировалась как подводный минный заградитель, но её единственной операцией оказалась попытка доставить секретный груз, включавший в себя большое количество оксида урана, в Японию.

## Конструкция
U-234, как и другие подводные лодки типа X, проектировалась как подводный минный заградитель, но после потери U-233, германское командование отказалось от подобного использования и U-234 переоборудовали в грузовую подводную лодку дальнего действия, благо размеры подводных лодок типа X позволяли эффективно использовать их в таком качестве. Ещё во время строительства, в 1942 году, U-234 была повреждена авиабомбой.

## Секретная операция

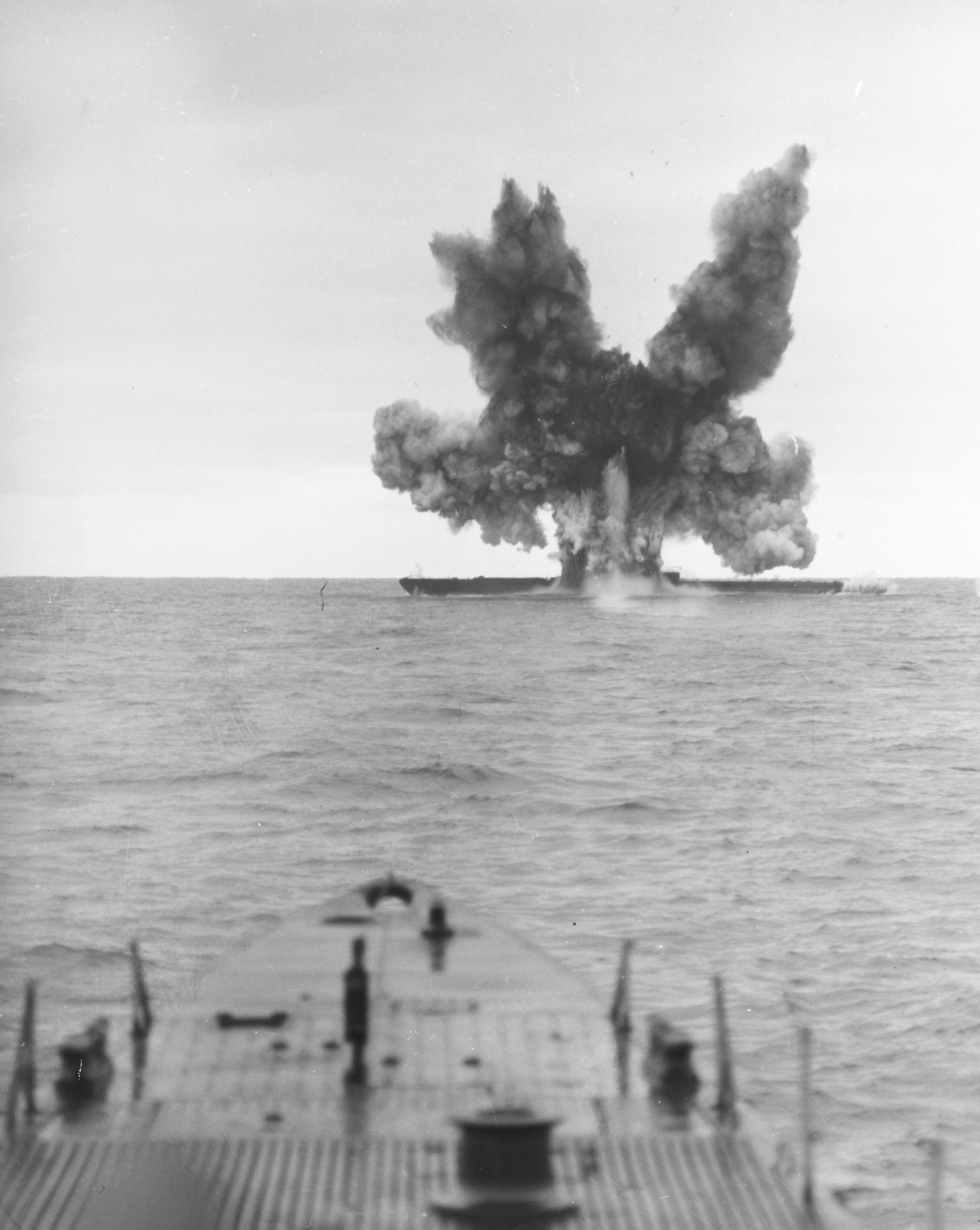
Попадание торпеды в U-234

25 марта 1945 года U-234, под командованием капитан-лейтенанта Фелера, покинула порт приписки — Киль в направлении норвежского города Кристиансанна. На её борту находился груз секретных материалов, включая различную техническую документацию, прототипы новейших электрических торпед, два реактивных истребителя Me 262 в разобранном виде, управляемую ракету (самолёт-снаряд) Henschel Hs 293, и груз оксида урана в свинцовых ящиках с надписью U-235 общим весом около 560 кг.
Кроме того, на борту U-234 находилось несколько важных пассажиров, включая генерала люфтваффе Ульриха Кесслера, военно-воздушного аташе Германии в Японии, который должен был возглавить части люфтваффе, находящиеся в Токио, Хайнца Шлике — специалиста по радарным технологиям, и электронным помехам (позже рекрутированного США во время операции «Скрепка»), Августа Брингевальде — одного из ведущих специалистов по реактивным истребителям в «Мессершмитт» и других экспертов. Также на борту были два японских офицера — Хидэо Томонага и Гэндзо Сэйи, которые с 1943 года перенимали опыт в Германии.
На Балтике U-234 случайно столкнулась с другой подводной лодкой, из-за чего задержалась в Норвегии для ремонта. 16 апреля 1945 года U-234 отплыла из Норвегии в Японию. Избегая любого контакта с противником, U-234 две недели шла на перископной глубине.
10 мая 1945 года Фелер получил радиосообщение о капитуляции Вермахта, а также приказ Дёница всем подводным лодкам прекратить военные операции и вернуться в свои порты либо сдаться ближайшим военным кораблям союзников. Фелер, думая, что это какая-то уловка, связался с другой подводной лодкой (U-873), которая подтвердила приказ о капитуляции.

## Капитуляция
Фелер решил сдаться американскому флоту и изменил курс на Ньюпорт-Ньюс. Не желая сдаваться в плен, японские офицеры на борту покончили с собой при помощи большой дозы снотворного и были похоронены в море. 14 мая 1945 года, USS Sutton, один из двух эсминцев, высланных навстречу U-234, перехватил подводную лодку в районе Большой Ньюфаундлендской банки и отвёл её в акваторию военно-морской верфи «Портсмут» (штат Нью-Гэмпшир, США), где уже находились сдавшиеся ранее U-805, U-873 и U-1228.
Тот факт, что на захваченной подводной лодке находятся довольно высокопоставленные пассажиры, быстро стал достоянием общественности, несмотря на строгую секретность. Правда, сведения о секретном грузе всё же удалось скрыть от нахлынувших в порт журналистов. Груз был переправлен в Вашингтон для дальнейшего изучения.
20 ноября 1947 года U-234 последний раз вышла в море, как цель для торпедных испытаний. После попадания торпеды подводная лодка затонула недалеко от полуострова Кейп-Код.

## В культуре
В 1993 году история U-234 легла в основу сюжета художественного фильма «Последняя подводная лодка».